# 非常突然
《非常突然》是1998年上映的一部香港動作警匪片，由游達志執導，司徒錦源、游乃海和周燕嫻共同編劇，劉青雲、任達華、許紹雄等主演。

## 劇情
三名到香港的大陸匪徒在白天搶劫金鋪後，遇上巡警慌張逃亡，其中一人逃入另一幫被警方通緝多時並配備強大火力的悍匪躲藏的大廈。警方重案組C1小隊的命運被這兩幫歹徒意外連在一起。當他們以為成功打死悍匪可以放鬆慶祝時，突然在街上碰到那兩個打劫金鋪而正被通輯的匪徒，在沒有預先準備好的情況下與匪徒陷入一輪混戰，最後和匪徒一起送命。

## 角色
| 演員     | 角色   | 備註                  |
| 劉青雲   | 李森   | O記C1組               |
| 任達華   | 鍾健   | O記C1組主管，高級督察 |
| 黃卓玲   | Macy   | O記C1組               |
| 許紹雄   | 槍神   | O記C1組               |
| 黃浩然   | 黃國進 | O記C1組花心男         |
| 蒙嘉慧   | Mandy  |                       |
| 白嘉倩   | 阿肥   | Mandy同事             |
| 佐滕佳次 |        | 福來金行劫匪          |
| 鄭祖     |        |                       |
| 林雪     | 劉雪   | 福來金行劫匪          |
| 陳捷文   |        |                       |
| 易天雄   |        |                       |
| 張榮祥   |        |                       |
| 羅永昌   |        | 警察，幫李森買飯      |
| 林偉光   |        | 福來金行劫匪          |
| 冼錦青   | 陳志港 | 警司，鍾健上司        |
| 仙人球   |        | 急救黃國進之醫生      |
| 黃志榮   |        | 警察                  |
| 元彬     |        | 警察                  |

## 獎項
| 頒獎典禮                  | 獎項       | 名字                     | 結果 |
| ------------------------- | ---------- | ------------------------ | ---- |
| 第18屆香港電影金像獎      | 最佳編劇   | 司徒錦源、游乃海、周燕嫻 | 提名 |
| 第18屆香港電影金像獎      | 最佳新演員 | 蒙嘉慧                   | 提名 |
| 第5屆香港電影評論學會大獎 | 最佳電影   | 非常突然                 | 提名 |
| 第5屆香港電影評論學會大獎 | 最佳導演   | 游達志                   | 提名 |
| 第5屆香港電影評論學會大獎 | 最佳編劇   | 司徒錦源、游乃海、周燕嫻 | 獲獎 |
| 第5屆香港電影評論學會大獎 | 推薦電影   | 非常突然                 | 獲獎 |

## 外部連結
- 香港影庫上《非常突然》的資料（繁體中文）
- 互联网电影数据库（IMDb）上《非常突然》的资料（英文）
- 爛番茄上《非常突然》的資料（英文）